# Floskel
|  | Wiktionary har en ordboksartikel om floskel. |

En floskel är ett tomt, slitet ord eller uttryck, en banalitet. Granna och vackra, men tomma och innehållslösa ord, fraser, eller uttryck, som på något sätt står i kontrast till verkligheten eller uttrycker självklarheter, men som inte desto mindre upprepas ofta. T.ex. bollen är rund, livet går vidare.